# Saint Louis blues
Le Saint Louis blues est un genre de blues qui repose généralement sur une utilisations plus fréquente du piano que les autres genres de blues. Ce style est très proche du jump blues, du ragtime et du piano blues. Généralement, les groupes de Saint Louis Blues se composent d'un petit nombre de chanteurs, d'un pianiste et quelques autres instruments.
Le nom de ce genre de blues provient de la ville de Saint-Louis, dans le Missouri, où il est apparu.

## Artistes de Saint Louis blues
- Jelly Roll Anderson
- Chuck Berry
- Henry Brown
- Olive Brown
- Teddy Darby
- Walter Davis
- Tommy Dean
- Leothus Lee Green
- Johnnie Johnson
- Stump Johnson
- Lonnie Johnson
- Albert King
- Daddy Hotcakes Montgomery
- Robert Nighthawk
- St. Louis Jimmy Oden
- Pinetop Sparks
- Henry Spaulding
- Roosevelt Sykes
- Henry Townsend
- Joe Lee Williams
- Bennie Smith